# 미츠루기 레이지
미츠루기 레이지(일본어: 御剣怜侍)는 《역전재판》 1·2·3편, 그리고 《역전검사》에 등장하는 가공의 인물이다. 츠루기(つるぎ)라는 말은 검(劍)을 뜻하는 일본어 낱말이며, 레이지는 영리하다는 뜻으로, 사무라이 같은 이미지와 정신이 곧은 점과 영리함, 상대가 방심할 때까지 기다렸다가 허를 찔러 공격한다는 점 등을 강조한 이름이라고 한다. 영어판에서의 이름은 마일즈 에지워스(영어: Miles Edgeworth)로, Edgeworth도 "칼날"을 의미한다. 성우는 일본에서는 아와모토 타츠로(게임 『1』~『3』)/타마키 마사시(TV 애니메이션), 대한민국에서는 구자형, 어린 시절은 이새아이다.

## 설정
검사 카루마 고우의 제자로, 스무살에 검사가 된 이래 단 한번도 피고인을 상대로 형사재판에서 패소하지 않았다. 하지만 미츠루기가 수사를 하는 과정에서 증거를 날조하고 증언을 조작했다는 논란이 있다. 생년월일은 설정되어있지 않지만, 1992년에 태어난 나루호도 류이치와 소학교 동창이자 동급생이었다. 아버지 미츠루기 신은 DL-6호 사건 때 살해당했다. 카루마 고우의 딸인 카루마 메이 검사와도 면식 관계이다. 역전재판의 주인공인 나루호도 류이치와는 같은 공소에서 대립하는 관계이지만, 일부 시나리오에서는 서로 돕기도 하며, 역전재판 1에서는 피고인로 나온 적도 있다.

## 관련 인물
- 미츠루기 신 : 아버지
- 카루마 고우 : 스승
- 나루호도 류이치 : 친구이자 라이벌 변호사
- 야하리 마사시 : 오랜 친구
- 카루마 메이 : 동문 수학한 동료 검사
- 이토노코기리 케이스케 : 부하
- 이치죠 미쿠모 : 미츠루기 레이지의 조수(?) (역전검사)
- 로우 시류 : 국제 경찰이자 경쟁하는 새로운 라이벌